# Cyrtopleura
Genre
Cyrtopleura est un genre de mollusques bivalves marins de la famille des Pholadidae. 

## Liste des espèces
Selon BioLib (18 avril 2024) :
- Cyrtopleura costata C. Linnaeus, 1758
- Cyrtopleura crucigera Sowerby, 1834
- Cyrtopleura lanceolata d'Orbigny, 1846